# Teknik 1
Teknik 1 är en kurs i den svenska gymnasieskolan. Ämnet är obligatoriskt för alla som läser Teknikprogrammet men finns även som tillval på andra program, till exempel Naturvetenskapsprogrammet. Kursen innehaver 150 poäng och det är vanligt att den pågår i ett eller ett och ett halvt år. Det övergripande målet med teknikprogrammet är att förbereda sig inför framtida teknikstudier på högskolan. Möjligheten att studera ämnet på komvux finns.
Kursen ger eleverna en grundläggande kunskap inom tekniken. Det lärs ut inom digitalteknik, ellära, ritningar och måttsättning, styrteknik med mera.